# Danh sách chi của Noctuidae:F
Noctuidae là một họ bướm đêm lớn gồm rất nhiều chi:
A B C D E F G H I J K L M N O P Q R S T U V W X Y Z
| - Fabiania - Facastis - Facidia - Facidina - Fagitana - Fala - Falana - Falcapyris - Falcimala - Farara - Faronta - Fautaua - Feigeria - Felinia - Feliniopsis - Feltia - Fenaria | - Feralia - Feredayia - Ferenta - Fergana - Fimbriosotis - Fishia - Fissipunctia - Flammona - Flavyigoga - Fleta - Fletcheria - Floccifera - Focillidia - Focillistis - Focillodes - Focillopis - Fodina | - Folka - Formosamyna - Forsebia - Fota - Fotella - Fotopsis - Foveades - Fracara - Franclemontia - Fredina - Freilla - Friesia - Frivaldszkyola - Fruva - Fulvarba - Funepistis - Furvabromias |